# Cyrtandra hashimotoi
Cyrtandra hashimotoi är en tvåhjärtbladig växtart som beskrevs av Joseph Rock. Cyrtandra hashimotoi ingår i släktet Cyrtandra och familjen Gesneriaceae. Inga underarter finns listade i Catalogue of Life.